# George Saunders
George Saunders (Amarillo, Texas, 2 de desembre de 1958) és un escriptor estatunidenc de relats breus, assajos, novel·les i llibres infantils. Els seus escrits han aparegut a The New Yorker, Harper's, McSweeney's i GQ. També contribuí en la revista del cap de setmana de The Guardian amb una columna titulada «American Psyche», fins a l'octubre de 2008.
Professor de la Universitat de Syracusa, Saunders guanyà el National Magazine Awards de ficció de 1994, 1996, 2000 i 2004, i el segon premi O. Henry de 1997. La seva primera col·lecció de contes, CivilWarLand in Bad Decline, va ser finalista en el Hemingway Foundation/PEN Award de 1996. El 2006 Saunders va rebre una beca MacArthur. El 2006 va guanyar el Premi Mundial de Fantasia pel seu conte «CommComm». El seu recull de contes In Persuasion Nation va ser finalista per a The Story Prize 2007. El 2013 va guanyar el premi PEN/Malamud i va ser finalista pel Premi Nacional de Llibre. El seu llibre Deu de desembre (títol original, Tenth of December) guanyà The Story Prize de reculls de contes de 2013 i l'edició inaugural del Premi Foli (2014).

## Obra publicada

### Ficció
- CivilWarLand in Bad Decline (1996), relats curts i una novel·la, traduïts al català com a Secessiolàndia pel pedregar per Yannick Garcia (Edicions de 1984, 2015)
- Pastoralia (2000), relats curts i una novel·la, traduïts al català com a Pastoralia per Pep Julià (Edicions 62, 2001) i com a Pastoràlia per Yannick Garcia (Edicions de 1984, 2014)
- The Very Persistent Gappers of Frip (2000), novel·la
- The Brief and Frightening Reign of Phil (2005), novel·la
- In Persuasion Nation (2006), relats curts
- Tenth of December: Stories (2013), relats curts, traduïts al català com a Deu de desembre per Yannick Garcia (Edicions de 1984, 2013)

### No-ficció
- A Bee Stung Me, So I Killed All the Fish (Notes from the Homeland 2003–2006) (2006) (chapbook promocional d'assaigs, limitat a 500 còpies juntament amb el llibre In Persuasion Nation)
- The Braindead Megaphone (2007), compilació d'assaigs
- Congratulations, by the way: Some Thoughts on Kindness (2014)

### Antologies
- Fakes: An Anthology of Pseudo-Interviews, Faux-Lectures, Quasi-Letters, "Found" Texts, and Other Fraudulent Artifacts, editat per David Shields and Matthew Vollmer (2012)